# 章子内親王
章子内親王（しょうし/あきこないしんのう、万寿3年12月9日（1027年1月19日） - 長治2年9月17日（1105年10月26日））は第68代後一条天皇第一皇女。母は藤原道長女・中宮藤原威子。第70代後冷泉天皇中宮、女院。院号は二条院（にじょういん）。同母妹に馨子内親王（後三条天皇中宮）。

## 生涯
万寿4年（1027年）内親王宣下。長元3年（1030年）着袴と共に准三宮・一品に叙される。同9年（1036年）に父後一条天皇と母中宮威子が相次いで崩御、幼くして両親と死別した。
長暦元年（1037年）着裳、12歳で皇太子親仁親王（のちの後冷泉天皇）に入内。寛徳2年（1045年）親仁親王の受禅に伴って女御宣下を受け、永承元年（1046年）中宮に冊立される。治暦4年（1068年）皇太后、その2日後に後冷泉天皇崩御。延久元年（1069年）落飾、太皇太后となり、同6年（1074年）院号宣下を受けて以後二条院と称する。長治2年（1105年）崩御。享年80。
後一条天皇の第一子に生まれ、期待された男子ではなかったが両親に非常に鍾愛された。温順な性格の美しい皇女であったという。両親亡き後は祖母（母方では伯母）上東門院彰子の庇護を受けて成長し、東宮妃として入内した。道長の死後はその子息たちが後宮政策で互いに牽制し合う状況にあり、当時は関白頼通の娘がいまだ幼かったため恐らく折衷案として、道長一族に連なり上東門院の後見を受ける章子内親王が選ばれたと思われる。後に頼通の娘寛子入内に際して、内親王がこのまま中宮でよいと言ったという話が『栄花物語』に見えるが、これは先帝後朱雀天皇の後宮で同じく中宮であった禎子内親王（章子内親王には母方の従姉妹にあたる）が頼通の養女嫄子の立后で皇后に押し上げられ、宮中入りもままならなかった状況を見ていたためでもある。
とはいえ、高貴でおっとりした人柄であったという章子内親王は夫後冷泉天皇が他の妃を寵愛しても気にすることなく、従って頼通らとの関係も穏やかだった。また夫帝や後見の上東門院没後も、国母ではない后としては初めてとなる女院号の宣下さえ受けて、安定した余生を送ったようである（ただし女院宣下については、時の白河天皇女御藤原賢子を立后させるためだったともいわれ、非国母の故か院分受領は給わっていない）。夫帝との間にはついに子は恵まれなかった。
陵墓は父後一条天皇と同じく、菩提樹院陵（京都府京都市左京区吉田神楽岡町）。